# کوهمره سرخی

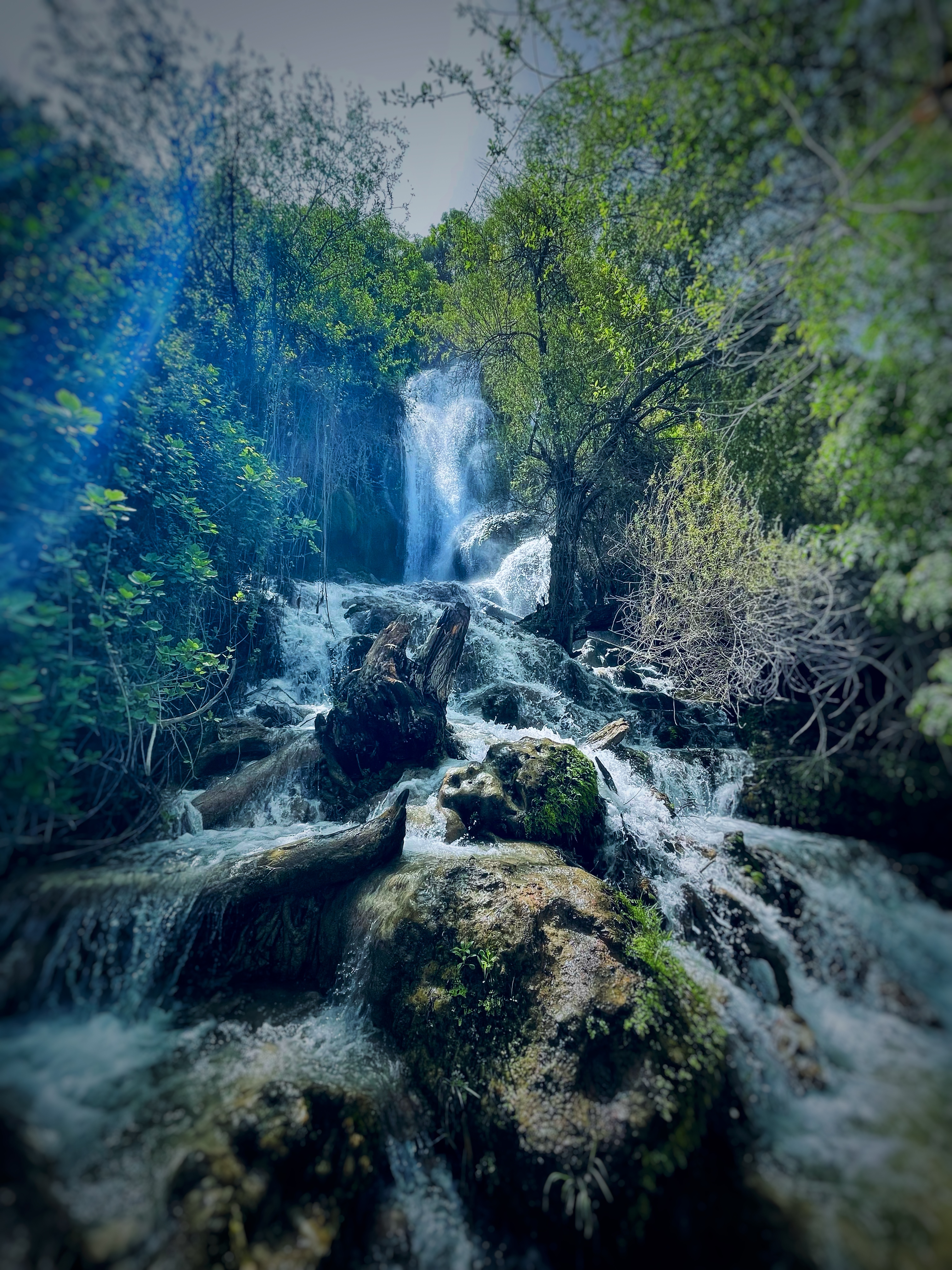
ابشار کوهمره

کوهمره سرخی یکی از دهستان های شهرستان شیراز و سرزمینی کوهستانی و جنگلی در جنوب شهرستان شیراز است که از شرق به فیروزآباد، از غرب به کازرون و از شمال به شیراز محدود است و طبق تقسیمات سیاسی،مرکز دهستان کوهمره سرخی، روستای ریچی می باشد .کوهمره یکی از آخرین شاخه‌های جنوبی رشته‌کوه‌های زاگرس به‌شمار می‌رود. بلندترین قله کوهستان کوهمره سرخی کوه دلو است که حدود ۳۲۰۰ متر از سطح دریا ارتفاع دارد.